# تابوبيا متعددة الأشكال
تابوبيا متعددة الأشكال (الاسم العلمي:Tabebuia polymorpha) هي نوع من النباتات تتبع جنس التابوبيا من الفصيلة البنيونية.